# Louis Rossi

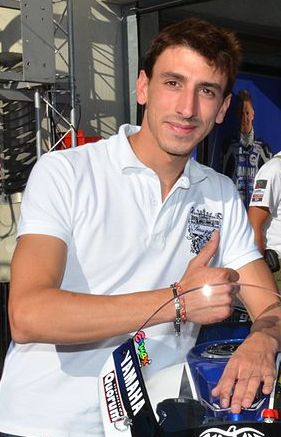
Louis Rossi op het Circuit de la Sarthe in 2012.

Louis Rossi (Le Mans, 23 juni 1989) is een Frans motorcoureur.
Rossi debuteerde in 2007 met een wildcard tijdens de Grand Prix van Portugal in de 125cc-klasse van het wereldkampioenschap wegrace op een Honda. In 2008 maakte hij zijn fulltime debuut in het kampioenschap, maar scoorde geen punten. Nadat hij in 2009 als vijfde eindigde in het Spaanse 125cc-kampioenschap, keerde hij in 2010 terug in het WK op een Aprilia en scoorde twee punten met een veertiende plaats in Tsjechië. In 2011 eindigde hij regelmatig in de punten en eindigde als zeventiende in het kampioenschap. In 2012 werd de 125cc vervangen door de Moto3 en Rossi kwam in deze klasse uit op een FTR Honda. In een natte Grand Prix van Frankrijk was hij de verrassende winnaar, nadat hij vanaf de vijftiende plaats was gestart. Mede door deze overwinning stapte hij in 2013 over naar de Moto2-klasse, waar hij op een Tech 3 reed. In 2014 kwam hij hier uit op een Kalex, om in 2015 terug te keren op een Tech 3.